# Monopolantenne
En monopolantenne (kort monopol) er en klasse af radioantenner, der udgøres af en lige stavformet elektrisk leder, som ofte er monteret vinkelret over en type af elektrisk ledende overflade, kaldet et jordplan. Det drivende vekselstrømssignal fra radiosenderen bliver tilført antennen - eller når antennen anvendes som modtagerantenne, formidles antennens udgangssignal til radiomodtagerens antenneindgang via en transmissionslinje. Transmissionslinjens to ledere forbindes henholdsvis til den nederste ende af monopolen og den anden til jordplanet, som ofte er jorden. (Dette er i modsætning til en dipolantenne, som udgøres af to identiske stavledere, med signalet fra radiosenderen tilført mellem antennens to halvdele.)
Monopolen er en resonant antenne; staven fungerer som en åben resonator for radiobølger, oscillerende med stående bølger af spænding og strøm langs med stavens længde.  Derfor udledes antennens længde (højde) af de anvendte radiobølgers bølgelængde. Den mest almindelige form er en kvartbølge monopolantenne, hvor monopolen omtrent er en kvart bølgelængde lang.  Monopolantennen blev opfundet i 1895 af radiopioneeren Guglielmo Marconi; derfor kaldes antennen nogle gange en Marconi-antenne. 
Almindelige typer af monopolantenner er piskantenne, gummiantenne, helical-antenne, trådantenne, paraplyantenne, inverteret-L og T-antenne, inverted-F, mastradiator og jordplans antenne.